# NGC 72
NGC 72 (ook wel PGC 1204, UGC 176, MCG 5-1-69, ZWG 499.109, ARP 113 of VV 166d) is een balkspiraalstelsel in het sterrenbeeld Andromeda. Het hemelobject ligt dicht bij een ander sterrenstelsel dat het nummer NGC 72A draagt.
NGC 72 werd op 7 oktober 1855 ontdekt door de Ierse astronoom William Parsons.